# Norma Procter
Mary Norma Procter (Cleethorpes, Lincolnshire, Regne Unit, 15 de febrer de 1928 - Grimsby, Lincolnshire, 2 de maig de 2017) fou una contralt britànica, especialitzada en oratoris, concerts i recitals.

## Biografia
Va néixer en Cleethorpes, comtat de Lincolnshire (Regne Unit), filla dels propietaris d'un hotel, l'Hotel Nelson, de la propera ciutat de Brigg. Va fer el seu debut artístic el 1948 cantant El Messies de Georg Friedrich Händel, continuant la seva carrera com a solista. El 1958 va ser triada per Benjamin Britten per la producció de la seva òpera The Rape of Lucretia (La violació de Lucrècia) del Festival de Aldeburgh d'aquell any, en el paper de Lucretia. Aquest paper havia estat estrenat per la contralt britànica Kathleen Ferrier, que havia mort el 1953. El debut de Norma Procter al Royal Opera House Covent Garden de Londres va tenir lloc el 1961 amb l'Orfeu i Eurídice de Christoph Willibald Gluck. Tanmateix, l'escassetat de papers operístics per a contralt va fer que no es prodigués molt en els escenaris operístics.
Quant a les seves actuacions a Catalunya, indiquem, entre d'altres, les del febrer de 1959 va cantar l'oratori El Messies de Händel al Palau de la Música Catalana de Barcelona. El març de 1967 va participar en la producció de concert al Palau de la Música Catalana de l'Orfeu i Eurídice de Gluck. El març de 1969 va participar en la interpretació de la Passió segons Sant Manteu de Johann Sebastian Bach que Rafael Frühbeck de Burgos va dirigir al Palau de la Música Catalana amb l'Orquestra Nacional d'Espanya i l'Orfeón Donostiarra. El març de 1972 va cantar al Gran Teatre del Liceu de Barcelona en unes vetllades organitzada pel Patronat Pro-Música, també amb l'Orquestra Nacional d'Espanya sota la direcció de Rafael Frühbeck de Burgos. El 1974 va cantar la part de contralt de la Simfonia núm. 2 "Resurrecció" de Gustav Mahler al Palau de la Música Catalana, acompanyada de la soprano Janet Price i de l'Orquestra Ciutat de Barcelona sota la direcció d'Antoni Ros-Marbà. El 1978 va participar en el homenatge a l'Orfeó Laudate en el seu 35è aniversari, un concert celebrat a l'església de Santa Maria del Mar de Barcelona amb la participació de la soprano barcelonina Victòria dels Àngels sota la direcció d'Edmon Colomer.
L'any 1974 va tancar la seva aparició als Proms de la BBC, en la seva vint-i-setena aparició en aquests concerts, cantant la famosa ària Rule. Britannia! amb música de Thomas Arne.
Norma Procter va interpretar nombrosos oratoris, destacant en la Passió segons sant Mateu de Bach. També va treballar el repertori de contralt de Gustav Mahler i nombroses cantates de Ludwig van Beethoven, a més d'enregistrar la seva Novena Simfonia "Coral". Va ser dirigida per nombroses batutes de prestigi com ara Leonard Bernstein, Malcolm Sargent o Pierre Boulez.
Norma Procter no es va casar mai.

## Discografia (selecció)
- 1954 - Messiah, G.F. Händel - Jennifer Vyvyan, Norma Procter, George Maran, Owen Brannigan, London Philharmonic Choir, London Philharmonic Orchestra, dir.: Sir Adrian Boult
- 1954 - Elias, Felix Medelssohn - Jacqueline Delman, Norma Procter, George Maran, Bruce Boyce, Michael Cunningham, Cor i Orquestra London Philharmonic, dir.: Josef Krips
- 1959 - Alcina, G.F. Händel - Fritz Wunderlich, Joan Sutherland, Jeannette van Dijck, Norma Procter, Thomas Hemsley, Nicola Monti, Cappella Coloniensis, dir.: Ferdinand Leitner
- 1960 - Simfonia núm. 9 "Coral", Ludwig van Beethoven - Joan Sutherland, Norma Procter, Anton Dermota, Arnold van Mill, Orquestra del Suisse Romande, dir.: Ernest Ansermet
- 1960 - Spring Symphony, Benjamin Britten - Jennifer Vyvyan, Norma Procter, Peter Pears, Cors Emanuel School Boys, Cors i Orquestra del Royal Opera House, Covent Garden, dir.: Benjamin Britten
- 1969 - Simfonia núm. 2 "Resurrecció", Gustav Mahler - Edith Mathis, Norma Procter, Cor Bayerischen Rundfunks, Orquestra Simfònica Bayerischen Rundfunks, dir.: Rafael Kubelík
- 1969 - Samson, G.F. Händel - Martina Arroyo, Helen Donath, Sheila Armstrong, Norma Procter, Alexander Young, Jerry J. Jennings, Ezio Flagello, Thomas Stewart, Cor i Orquestra Münchener Bach, dir.: Karl Richter
- 1971 - Simfonia núm. 3, Gustav Mahler - Norma Procter, London Symphony Orchestra, Ambrosian Singers, Cor Wandsworth School Boys, director de cors: Russell Burgess, dir.: Jascha Horenstein
- 1973 - Das Klagende Lied, Gustav Mahler - Heather Harper, Norma Procter, Werner Hollweg, Orquestra del Concertgebouw d'Amsterdam, dir.: Bernard Haitink
- 1973 - Missa de la Coronació, Exultate jubilate, Wolfgang Amadeus Mozart - Edith Mathis, Norma Procter, Tatiana Troyanos, Bavarian Radio Symphony Orchestra, dir.: Rafael Kubelík